# Józef Ignacy Szembek
Ignacy (Józef Ignacy) Szembek herbu własnego (ur. w 1740 roku, zm. w 1835 roku) – protoplasta tzw. I linii hrabiowskiej rodu Szembeków (tytuł w Prusach otrzymał 12.08.1816), poseł ziemi wieluńskiej na Sejm Czteroletni w 1788, cześnik ostrzeszowski w latach 1787–1793, łowczy ostrzeszowski w latach 1777–1787, starosta ostrzeszowski, odznaczony Orderem św. Stanisława  01.05.1789 i Orderem Orła Białego 07.05.1792.
Syn Józefa Szembeka i Marianny z Czernych. Z żoną Kunegundą z Walewskich miał syna Piotra oraz córki Ludwikę, Teresę i Urszulę.